# 侯绍裘

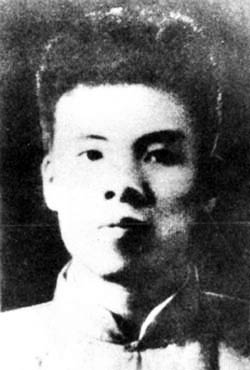

侯绍裘（1896年—1927年4月11日）字墨樵，小名鏊，江苏省松江县（今上海市松江区）人。中国共产党及中国国民党江苏省早期领导人。

## 生平
侯绍裘生于松江县一个地主兼商人家庭。13岁时，侯绍裘入华娄官立高等小学（今松江中山小学）。17岁时，入江苏省立第三中学（今松江第二中学）。1918年到1920年，在交通部上海工业专门学校（今上海交通大学的前身）学习，侯紹裘因為被學校開除而退學。1920年秋，侯紹裘经人介绍去江苏省宜兴县和桥镇彭城中学任教。1921年夏，回松江，与朱叔建、钱江春等人接办松江景贤女子中学，并担任校务主任。1922年，侯紹裘經朱季恂介紹加入中国国民党。
1923年，侯绍裘在鄧中夏、王荷波等人的聯繫下参加中国共产党。1925年，领导上海学界参加五卅运动。1926年，受中共党组织派遣，主持中国国民党江苏省党部的工作。他是大革命时期中国共产党江苏省委员会的重要负责人，中国国民党江苏省党部的主要领导人之一。
1927年4月11日，侯绍裘在南京被中国国民党右派杀害。
1987年，松江縣政府在松江二中校園內樹立了侯紹裘漢白玉半身像。